# قصعين لبدي
قصعين لبدي (الاسم العلمي:Salvia tomentosa) هو نوع من النباتات يتبع جنس القصعين من الفصيلة الشفوية.